# Leoaica Guennol
Leoaica Guennol (în engleză: Guennol Lioness) este o figurină mesopotamiană veche de 5.000 de ani găsită în apropierea Bagdadului (în Irak). Înfățișând o leoaică antropomorfă, acestă figurină a fost vândută pentru  57,2 de milioane de dolari americani la casa de licitații Sotheby's pe data de 5 decembrie 2007. Acest artefact este numit „Guennol” după forma galeză a numelui „Martin”, numele colecționarului.

## Legături externe
- en BBC, including photograph